# Centralia (Washington)
Centralia è una città degli Stati Uniti d'America, situata nello Stato di Washington e in particolare nella contea di Lewis.